# «Детройт Тайгерс» в сезоне 2018
Сезон 2018 года станет для «Детройт Тайгерс» сто восемнадцатым в Главной лиге бейсбола и в истории клуба. Команда выступает в Центральном дивизионе Американской лиги.
Домашние матчи «Тайгерс» пройдут на стадионе «Комерика-Парк» в Детройте, Мичиган. Главным тренером команды является Рон Гарденхайр, возглавивший команду перед стартом сезона, генеральный менеджер клуба — Эл Авила. 
Первую игру в регулярном чемпионате команда проведёт 29 марта против «Питтсбург Пайрэтс» на своём поле, завершит 30 сентября выездной игрой с «Милуоки Брюэрс». 

## Межсезонье

### Изменения в составе команды
| Дата            | Событие |
| --------------- | --- |
| 20 октября 2017 | Рон Гарденхайр сменил Брэда Осмаса на посту главного тренера, контракт подписан на три года                                                      |
| 2 ноября 2017   | В тренерский штаб клуба вошли Крис Босио, Рамон Сантьяго, Фил Кларк, Рик Андерсон, Стив Лиддл, Джо Вавра, Ллойд Макклендон и Дэйв Кларк.         |
| 2 ноября 2017   | Команду покинули Эндрю Ромайн и Анибал Санчес |
| 25 ноября 2017  | Подписан однолетний контракт с реливером Блейном Харди                                                                                           |
| 1 декабря 2017  | В статусе свободного агента команду покинул питчер Брюс Рондон                                                                                   |
| 5 декабря 2017  | Подписан контракт с аутфилдером Леонисом Мартином                                                                                                |
| 8 декабря 2017  | Подписан контракт с питчером Майком Файерсом |
| 13 декабря 2017 | Иэн Кинслер обменян в «Лос-Анджелес Энджелс» на Вилкела Эрнандеса и Троя Монтгомери                                                              |
| 14 декабря 2017 | На драфте по правилу 5 взят аутфилдер Виктор Рейес, ранее выступавший в системе «Аризоны»                                                        |
| 28 декабря 2017 | Команду покинул питчер Кайл Райан, перешедший в систему «Чикаго Кабс»                                                                            |
| 9 января 2018   | Заключён контракт младшей лиги с кэтчером Брайаном Пеньей, выступавшим за клуб в 2013 году                                                       |
| 11 января 2018  | Заключён контракт с питчером Джонни Барбато, в прошлом сезоне выступавшем за «Питтсбург Пайрэтс», продлён контракт с кэтчером Джеймсом Маккэнном |
| 17 января 2018  | На один год продлены контракты с аутфилдером Николасом Кастельяносом, шортстопом Хосе Иглесиасом и питчерами Шейном Грином и Алексом Уилсоном    |
| 23 февраля 2018 | Подписан однолетний контракт на 4 млн долларов с питчером Франсиско Лириано                                                                      |

### Предсезонная подготовка
В = Побед; П = Поражения; П% = Процент выигранных матчей; GB = Отставание от лидера; Дома = Победы/поражения дома; Выезд = Победы/поражения на выезде
| Грейпфрутовая лига  | В  | П  | П%   | GB   | Дома | Выезд |
| ------------------- | -- | -- | ---- | ---- | ---- | ----- |
| Бостон Ред Сокс     | 22 | 9  | 71,0 | —    | 12—4 | 10—5  |
| Хьюстон Астрос      | 21 | 9  | 70,0 | 0,5  | 9—6  | 12—3  |
| Балтимор Ориолс     | 17 | 12 | 58,6 | 4,0  | 7—7  | 10—5  |
| Нью-Йорк Янкис      | 18 | 13 | 58,1 | 4,0  | 8—7  | 10—6  |
| Сент-Луис Кардиналс | 17 | 13 | 56,7 | 4,5  | 7—6  | 10—7  |
| Майами Марлинс      | 15 | 13 | 53,6 | 5,5  | 9—4  | 6—9   |
| Миннесота Твинс     | 14 | 14 | 50,0 | 6,5  | 6—8  | 8—6   |
| Тампа-Бэй Рейс      | 14 | 16 | 46,7 | 7,5  | 5—10 | 9—6   |
| Детройт Тайгерс     | 13 | 15 | 46,4 | 7,5  | 6—7  | 7—8   |
| Торонто Блю Джейс   | 14 | 18 | 43,8 | 8,5  | 8—8  | 6—10  |
| Филадельфия Филлис  | 13 | 17 | 43,3 | 8,5  | 7—9  | 6—8   |
| Вашингтон Нэшионалс | 13 | 17 | 43,3 | 8,5  | 7—8  | 6—9   |
| Атланта Брэйвз      | 13 | 18 | 41,9 | 9,0  | 9—9  | 4—9   |
| Питтсбург Пайрэтс   | 11 | 19 | 36,7 | 10,5 | 7—9  | 4—10  |
| Нью-Йорк Метс       | 10 | 18 | 35,7 | 10,5 | 6—10 | 4—8   |

- В таблице не учтены результаты матчей, завершившихся вничью. Во время предсезонной подготовки команды не играют экстраиннинги.

## Регулярный чемпионат

### Положение команд
В = Побед; П = Поражения; П% = Процент выигранных матчей; GB = Отставание от лидера; Дома = Победы/поражения дома; Выезд = Победы/поражения на выезде
| Центральный дивизион | В  | П   | П%   | GB | Дома  | Выезд |
| -------------------- | -- | --- | ---- | -- | ----- | ----- |
| Кливленд Индианс     | 91 | 71  | 56,2 | —  | 49—32 | 42—39 |
| Миннесота Твинс      | 78 | 84  | 48,1 | 13 | 49—32 | 29—52 |
| Детройт Тайгерс      | 64 | 98  | 39,5 | 27 | 38—43 | 26—55 |
| Чикаго Уайт Сокс     | 62 | 100 | 38,3 | 29 | 30—51 | 32—49 |
| Канзас-Сити Роялс    | 58 | 104 | 35,8 | 33 | 32—49 | 26—55 |

## Фарм-клубы
| Уровень | Команда                  | Город                 | Лига                          |
| ------- | ------------------------ | --------------------- | ----------------------------- |
| AAA     | Толидо Мад Хенс          | Толидо, Огайо         | Международная лига            |
| AA      | Эри СиВулвс              | Эри, Пенсильвания     | Восточная лига                |
| A+      | Лейкленд Флайинг Тайгерс | Лейкленд, Флорида     | Лига штата Флорида            |
| A       | Вест Мичиган Уайткэпс    | Комсток-Парк, Мичиган | Лига Среднего Запада          |
| SSA     | Коннектикут Тайгерс      | Норуич, Коннектикут   | Лига Нью-Йорка — Пенсильвании |